# Фердінанд Альбрехт II (князь Брауншвейг-Вольфенбюттелю)
Фердинанд Альбрехт II Брауншвейг-Вольфенбюттельський (нім. Ferdinand Albrecht II. von Braunschweig-Wolfenbüttel; 29 травня 1680, Беверн — 13 вересня 1735, Зальцдалум, нині у складі Вольфенбюттеля) — князь Брауншвейг-Вольфенбюттель-Бевернський, військовий і державний діяч, імперський генерал-фельдмаршал (21 травня 1734). Незадовго до смерті отримав у спадок від свого тестя і двоюрідного брата герцога Людвіга Рудольфа Брауншвейг-Вольфенбюттельського все князівство Брауншвейг-Вольфенбюттель і передав за це Беверн своєму братові Ернсту Фердинанду.

## Біографія
Фердинанд Альбрехт — четвертий син Фердинанда Альбрехта I Брауншвейг-Бевернського та Христини Гессен-Ешвегської. Успадкував Беверн у 1687 році після смерті батька.
Брав участь у війні за іспанську спадщину в Швабії і Баварії.
В 1704 році як імператорський флігель-ад'ютант був присутній на зустрічі поблизу Шелленберга, незабаром після цього отримав звання генерал-ад'ютанта, а 1 жовтня 1707 — генерал-фельдвахмістра (генерал-майора) і 29 січня 1713 — фельдмаршал-лейтенанта.
У 1712 році Фердинанд Альбрехт одружився з донькою Людвіга Рудольфа Брауншвейг-Вольфенбюттельського Антуанеттою Амалією. У шлюбі народилися п'ятнадцятеро дітей.
Під керівництвом принца Євгена Фердинанд Альбрехт воював проти турків, був призначений начальником фортеці Комарно і особливо відзначився у Петроварадинській битві, облозі Тімішоари і поблизу Белграда. З 18 травня 1716 — фельдцейхмейстер. В 1717 році обіймав посаду рейхс-фельдцейхмейстера (посаду начальника артилерії імперської армії). 21 травня 1734 році призначений імператором рейхсгенерал-фельдмаршалом (генералісимусом, головнокомандувачем імперськими військами).
18 січня 1723 року став фельдмаршалом.
Після смерті свого тестя герцога Людвіга Рудольфа Брауншвейг-Вольфенбюттельського 1 березня 1735 року залишив військову кар'єру і став новим герцог Брауншвейг-Вольфенбюттельським, але незабаром помер.
Герцога Фердинанду Альбрехту II у своїх діях копіював його старший син Карл.

## Родина
Дружина — Антуанетта Амалія, донька Людвіга Рудольфа, князя Брауншвейг-Вольфенбюттельського
Діти:
- Карл I Брауншвейг-Вольфенбюттельський (1713—1780) — герцог Брауншвейзький, одружився з Філіппіною Шарлоттою Прусською.
- Антон Ульріх Брауншвейзький (1714—1774) — батько російського імператора Івана VI Антоновича, російський генералісимус (1740); відсторонений від влади і ув'язнений до фортеці у листопаді 1741 року, де помер через 33 роки
- Єлизавета Крістіна Брауншвейзька (1715—1797) — в 1733 році вийшла заміж за Фрідріха Великого, короля Пруссії
- Людвіг Ернст Брауншвейг-Люнебург-Бевернський (1718—1788) — у 1741 році короткий час був герцогом Курляндським, з 1750 року — імператорський і нідерландський фельдмаршал, в 1759—1766 роках опікун Вільгельма V Оранського і генерал-капітан Нідерландів
- Август (1719—1720)
- Фридерика (1719—1772)
- Фердинанд Брауншвейзький (1721—1792) — прусський генерал-фельдмаршал (1758), соратник Фрідріха II Прусського
- Луїза Амалія Брауншвейг-Вольфенбюттельська (1722—1780) — у 1742 році вийшла заміж за Августа Вільгельма Прусського, мати короля Пруссії Фрідріха Вільгельма II
- Софія Антонія (1724—1802) — в 1749 році вийшла заміж за герцога Ернста Фрідріха Саксен-Кобург-Заальфельського
- Альбрехт Брауншвейг-Вольфенбюттельський (1725—1745) — генерал-майор прусської армії
- Шарлотта (1726—1766)
- Тереза Брауншвейг-Вольфенбюттельська (1728—1778) — абатиса монастиря Гандерсгеймського
- Юліана Марія Брауншвейг-Вольфенбюттельська (1729—1796) — в 1752 році вийшла заміж за короля Данії Фредеріка V (1723—1766)
- Фрідріх Вільгельм (1731—1732)
- Фрідріх Франц Брауншвейг-Вольфенбюттельський (1732—1758) — генерал-майор прусської армії